# Ági Donáth
Ági Donáth (ur. 25 marca 1918 w Budapeszcie, zm. 16 lutego 2008 w Palm Desert) – węgierska aktorka teatralna i filmowa, która zyskała popularność w latach 30. XX wieku.

## Biografia
Ági Donáth urodziła się w 1918 r. w Budapeszcie. Jej ojciec, Antal Donátha, był kupcem. Początkowo pracowała jako dublerka znanej aktorki Franciski Gaáli. Niemiecki aktor, Gustav Fröhlich, namówił ją do rozpoczęcia samodzielnej kariery aktorskiej. W 1935 r. występowała na scenie Terézkörúti Színpad, a rok później wygrała Korda-pályázatát organizowany przez magazyn „Magyar Színház”, co umożliwiło jej dołączenie do zespołu Teatru Węgierskiego. 
W latach 1934–1938 zagrała w kilkunastu węgierskich filmach, głównie w rolach drugoplanowych. W 1937 r. zagrała główną rolą, Évy Demeter, w filmie Tokaji rapszódia, w reżyserii Jánosa Vaszariego. 
24 czerwca 1938 r. poślubiła w Londynie producenta i scenarzystę Emerica Pressburgera i wycofała się ze sceny. Po rozwodzie w 1941 r. Donáth wyemigrowała do Stanów Zjednoczonych, gdzie poślubiła inżyniera Byrona Andersona. Zmarła 16 lutego 2008 w Palm Desert, w Kalifornii.

## Filmografia
Za źródłem:
- Helyet az öregeknek (1934)
- Három sárkány (1936)
- Tisztelet a kivételnek (1936)
- Nászút féláron (1936)
- Dunaparti randevú (1936)
- Mária nővér (1936)
- Pesti mese (1937)
- Az én lányom nem olyan (1937)
- Szerelemből nősültem (1937)
- Hotel Kikelet (1937)
- Mai lányok (1937)
- 3:1 a szerelem javára (1937)
- Tokaji rapszódia (1937)
- Megvédtem egy asszonyt (1938)